# Coppia (matematica)
In matematica con il termine coppia o con il termine equivalente più esplicito coppia ordinata si intende una collezione di due oggetti tra i quali si possa distinguere un primo componente (o membro) da un secondo componente, e si tratta del caso più semplice del concetto più generale di ennupla ordinata. La coppia che ha come primo componente un oggetto identificato da a e come secondo un oggetto identificato da b viene denotata con la scrittura {\displaystyle \langle a,b\rangle } o anche con la (a, b). 
La seconda notazione è usata più comunemente, soprattutto per il fatto di potersi ottenere più facilmente: tutte le tastiere rendono direttamente disponibili le parentesi tonde, mentre le parentesi angolate si possono visualizzare bene solo con un sistema come TeX. La scrittura (a, b), tuttavia potrebbe essere confusa con un intervallo aperto della retta reale o con l'indicazione dei due argomenti di una funzione di due variabili; se il contesto non consente di eliminare una tale ambiguità, è opportuno ricorrere alla prima notazione.
L'insieme di tutte le coppie ordinate il cui primo componente appartiene ad un insieme X e il cui secondo membro si trova in un insieme Y viene chiamato prodotto cartesiano di X e Y e viene scritto X × Y. Ogni sottoinsieme di X × Y viene chiamato relazione binaria fra X e Y.

## Definizione
Una coppia ordinata si distingue da un insieme di due elementi per il fatto che {\displaystyle (a,b)} è diverso da {\displaystyle (b,a)}. Di conseguenza due coppie ordinate {\displaystyle (a_{1},b_{1})} e {\displaystyle (a_{2},b_{2})} sono uguali se e solo se {\displaystyle a_{1}} è uguale a {\displaystyle a_{2}} e {\displaystyle b_{1}} è uguale a {\displaystyle b_{2}}. Questa è la principale proprietà delle coppie ordinate, e pertanto qualunque definizione si dia di coppia ordinata, bisogna che a partire da essa sia possibile dimostrare il seguente teorema:
{\displaystyle (a_{1},b_{1})=(a_{2},b_{2})\Leftrightarrow a_{1}=a_{2}\land b_{1}=b_{2}}
Attualmente come definizione standard di coppia si adotta quella proposta da Kuratowski:
{\displaystyle (a,b)=\{\{a\},\{a,b\}\}}
dalla quale la dimostrazione del suddetto teorema risulta immediata. Infatti usando tale definizione l'uguaglianza fra le coppie ordinate:
{\displaystyle (a_{1},b_{1})=(a_{2},b_{2})}
equivale alla seguente uguaglianza fra insiemi:
{\displaystyle \{\{a_{1}\},\{a_{1},b_{1}\}\}=\{\{a_{2}\},\{a_{2},b_{2}\}\}}
Ora per l'assioma di estensionalità due insiemi sono uguali se e solo se contengono gli stessi elementi. Si possono distinguere due casi. Se {\displaystyle a_{1}\neq b_{1}}, e dunque l'insieme {\displaystyle \{a_{1},b_{1}\}} ha due elementi distinti, allora deve essere {\displaystyle \{a_{1}\}=\{a_{2}\}}, dunque {\displaystyle a_{1}=a_{2}} e quindi {\displaystyle b_{1}=b_{2}}. Se invece {\displaystyle a_{1}=b_{1}}, allora si ha {\displaystyle \{\{a_{1}\}\}=\{\{a_{1}\},\{a_{1},b_{1}\}\}=\{\{a_{2}\},\{a_{2},b_{2}\}\}}, e dunque {\displaystyle a_{1}=b_{1}=a_{2}=b_{2}}